# Cynolebias boitonei
Cynolebias boitonei é uma espécie de peixe da família Rivulidae.
É endémica do Brasil.